# Antonio Saldanha
Antonio Saldanha (Maceira Liz, 1927. december 7. – 1999. december 12.) portugál nemzetközi labdarúgó-játékvezető.

## Pályafutása

### Kosárlabdázóként
Már hétévesen tornászott és kosárlabdázott, amit 37 éves koráig rendszeresen játszott. Aktív labdarúgó játékot szervezett körülmények között nem végzett.

### Nemzeti játékvezetés
Nyolcévesen egy iskolai mérkőzésen fújt először sípot, a mérkőzést követően a vesztes csapat játékosai még meg is verték. A játékvezetői vizsgát 1951-ben tette le. Kosárlabda játékos (!) pályafutása miatt, viszonylag későn kezdte az aktív játékvezetést. A küldési gyakorlat szerint rendszeres partbírói tevékenységet is végzett. 1966-ban lett az I. Liga játékvezetője. A nemzeti játékvezetéstől 1977-ben vonult vissza.

### Nemzetközi játékvezetés
A Portugál labdarúgó-szövetség Játékvezető Bizottsága (JB) terjesztette fel nemzetközi játékvezetőnek, a Nemzetközi Labdarúgó-szövetség (FIFA) 1968-tól tartotta nyilván bírói keretében. A FIFA JB központi nyelvei közül a spanyolt beszélte. Több nemzetek közötti válogatott és kupatalálkozót vezetett, vagy partbíróként tevékenykedett. A portugál nemzetközi játékvezetők rangsorában, a világbajnokság-Európa-bajnokság sorrendjében a 8. helyet foglalja el 6 találkozó szolgálatával. Az aktív nemzetközi játékvezetéstől 1977-ben búcsúzott. Válogatott mérkőzéseinek száma: 6.

#### Labdarúgó-világbajnokság
A világbajnokság döntőjéhez vezető úton Mexikóba a IX., az 1970-es labdarúgó-világbajnokságra a FIFA JB játékvezetőként alkalmazta. Selejtező mérkőzéseket az AFCés az UEFA zónáiban vezetett. A FIFA JB elvárása szerint, ha nem vezetett, akkor partbíróként tevékenykedett. Egy csoportmérkőzésen szolgált partbíróként. Világbajnokságokon vezetett mérkőzéseinek száma: 1 + 1 (partbíró).

##### 1970-es labdarúgó-világbajnokság

###### Selejtező mérkőzés
| Időpont            | Helyszín                          | Mérkőzés típusa               | Mérkőzés               | Eredmény | Nézők száma |
| ------------------ | --------------------------------- | ----------------------------- | ---------------------- | -------- | ----------- |
| 1969. május 4.     | Központi Stadion, Dublin          | előselejtező (2. csoport)     | Írország–Csehszlovákia | 1 : 2    |             |
| 1969. november 23. | Salazar Stadion, Lourenço Marques | előselejtező (ázsiai csoport) | Ausztrália–Rhodesia    | 1 : 1    | 6500        |
| 1969. november 27. | Salazar Stadion, Lourenço Marques | előselejtező (ázsiai csoport) | Rhodesia–Ausztrália    | 0 : 0    | 3500        |
| 1969. november 29  | Salazar Stadion, Lourenço Marques | előselejtező (ázsiai csoport) | Ausztrália–Rhodesia    | 3 : 1    | 1500        |

###### Világbajnoki mérkőzés
| Időpont          | Helyszín                 | Mérkőzés típusa              | Mérkőzés         | Eredmény | Nézők száma |
| ---------------- | ------------------------ | ---------------------------- | ---------------- | -------- | ----------- |
| 1970. június 11. | Guanajuato Stadion, León | csoportmérkőzés (4. csoport) | Marokkó–Bulgária | 1 : 1    | 12 299      |

#### Labdarúgó-Európa-bajnokság
Az európai-labdarúgó torna döntőjéhez vezető úton Belgiumba a IV., az 1972-es labdarúgó-Európa-bajnokságra az UEFA JB bíróként foglalkoztatta.

##### 1972-es labdarúgó-Európa-bajnokság

###### Selejtező mérkőzés
| Időpont            | Helyszín              | Mérkőzés típusa           | Mérkőzés               | Eredmény | Nézők száma |
| ------------------ | --------------------- | ------------------------- | ---------------------- | -------- | ----------- |
| 1970. november 11. | Gerland Stadion, Lyon | előselejtező (2. csoport) | Franciaország–Norvégia | 3 : 1    | 10 357      |